# Henning Voscherau
Henning Voscherau, né le 13 août 1941 à Hambourg et mort le 24 août 2016 dans la même ville, est un homme politique allemand membre du Parti social-démocrate d'Allemagne (SPD).
Il préside le groupe parlementaire régional du SPD entre 1982 et 1987, puis occupe le poste de premier bourgmestre de Hambourg de 1988 à 1997. Contraint à la démission pour avoir tenté de former une coalition différente de celle voulue par son parti, il est remplacé par Ortwin Runde. En 2007, il est pressenti comme chef de file du SPD pour les législatives locales de 2008 mais décide de renoncer.

## Biographie

### Formation et carrière
Après avoir reçu son Abitur, il suit des études supérieures de droit et de sciences économiques à l'université de Hambourg, et obtient un doctorat en 1969. Depuis 1974, il exerce la profession de notaire, mais il suspend son activité entre 1988 et 1997.

### Parcours politique

#### Au sein du SPD
Henning Voscherau adhère au Parti social-démocrate d'Allemagne (SPD) en 1966, et en est élu vice-président régional en 1981, ce qui le fait entrer au comité directeur. Il renonce à ces fonctions en 2001.
En 2007, il est pressenti comme chef de file des sociaux-démocrates pour les législatives locales de 2008, mais renonce à la vue des résistances internes et « par respect pour sa famille ».

#### Au sein des institutions
Élu à l'assemblée du district d'Hamburg-Wandsbek en 1970, il entre quatre ans plus tard au Bürgerschaft de Hambourg. En 1982, il est choisi comme président du groupe parlementaire SPD, mais démissionne en 1987 pour cause de différends avec le premier bourgmestre Klaus von Dohnanyi. Le 8 mai 1988, Henning Voscherau lui succède pourtant à la présidence du gouvernement local, formé par une coalition sociale-libérale.
Il se présente à sa succession aux élections de 1991 et décroche une très courte majorité absolue de 61 élus sur 121. Le scrutin est finalement annulé par le Tribunal constitutionnel en 1993 à cause d'irrégularités commises par la liste de l'Union chrétienne-démocrate d'Allemagne (CDU) et de nouvelles élections sont organisées. Le SPD s'impose de nouveau mais avec 58 sièges, il perd sa majorité absolue. Le parti forme alors une coalition avec le STATT Partei, une formation qui se veut au-dessus des clivages partisans et ne désigne que des indépendants pour siéger au gouvernement.
En 1997, le SPD remporte de nouveau le scrutin, tout en perdant quatre sièges, tandis que le STATT Partei disparaît du Bürgerschaft. Henning Voreschau est alors désavoué par la direction du parti, qui préfère une coalition rouge-verte, et se retire au profit d'Ortwin Runde.